# Myndus gnophos
Myndus gnophos är en insektsart som beskrevs av Kramer 1979. Myndus gnophos ingår i släktet Myndus och familjen kilstritar. Inga underarter finns listade i Catalogue of Life.